# Ольцша, Райнер
Райнер Ольцша нем. Reiner Olzscha (26 июля 1912— 1947) — немецкий медик, тюрколог, штурмбаннфюрер СС, специалист по "восточным вопросам". 

## Биография

### Ранние годы
С 1927 г. путешествовал по Европе и Востоку. Помимо родного немецкого, свободно владел французским и русским языками, говорил на фарси. 
В 1933 г. вступил в НСДАП и СС. 
В 1937 году окончил медицинский факультет Берлинского университета, там же защитил диссертацию по системе советского здравоохранения в среднеазиатских республиках. Одновременно учился на факультете по изучению заграницы, был ассистентом Георга Кляйнова. 
Работал научным сотрудником отделения тропической медицины в Институте гигиены. Неоднократно выезжал в заграничные командировки в Европу, на Ближний Восток (Турция, Иран) и в Центральную Азию (Афганистан). Некоторое время работал во Внешнеполитическом отделе НСДАП. 
В 1939 г. — член комиссии по репатриации немецкого населения Западной Украины. 
В 1939-1941 гг. — сотрудник иностранного отдела Имперской врачебной палаты. 

### Годы Второй мировой войны
В октябре 1941 г. Ольцша был направлен на фронт, в состав санитарного батальона специального назначения СС. В его обязанности входила работа с документам советских медицинских учреждений на оккупированной территории. 
В начале 1943 г. переведен в аппарат РСХА, где получил назначение в VI Департамент (СД), возглавлявшийся Вальтером Шелленбергом. Там Ольцша начал работать в отделе VI C (Восток), курировал центральноазиатские вопросы и подотдел VI C/Z (Организация Цеппелин). 
В сентябре 1943-сентябре 1944 гг. по поручению Гиммлера возглавлял Институт "Рабочая группа Туркестан", осуществлявший координацию деятельности нацистов, связанную с Центральной Азией, в том числе с созданием туркестанских легионов и пропагандой на этот регион.
В сентябре-октябре 1944 г. командовал Восточно-тюркским соединением СС. С этого же времени возглавлял отдел "Туран-Кавказ" Главного Управления СС. 

### После войны
20 октября 1945 г. арестован органами НКВД в Саксонии. Дальнейшая судьба неизвестна. По некоторым данным, умер в лагере для военнопленных.

## Сочинения
- Die Epidemiologie und Epidemiographie der Cholera in Russland. Ein Beitrag zur Geomedizin // Zeitschrift fuer Hygiene und Infektionskrankheiten. Vol. 121, № 1 (1939), S. 1–26.
- Die Epidemiologie und Epidemiographie der Cholera in Russland. Berlin: R. Schoetz, 1940.
- Turkestan. Die politisch-historischen u. wirtschaftlichen Probleme Zentralasiens. Leipzig: Koehler & Amelang, 1942.
- Die Epidemiologie und Epidemiographie der Cholera im asiatischen Rußland und im Kaukasus. Berlin: R. Schoetz, 1944.